# Thorigné-Fouillard
Thorigné-Fouillard är en kommun i departementet Ille-et-Vilaine i regionen Bretagne i nordvästra Frankrike. Kommunen ligger i kantonen Liffré som tillhör arrondissementet Rennes. År 2022 hade Thorigné-Fouillard 8 631 invånare.

## Befolkningsutveckling
Antalet invånare i kommunen Thorigné-Fouillard
Referens:INSEE